# الاتجار بالبشر في اليونان
اليونان بلد عبور ومصدر ومقصد للنساء والأطفال الذين يتعرضون للاتجار بالبشر، تحديدًا البغاء القسري وظروف العمل القسري للرجال والنساء والأطفال. وينتمي ضحايا الاتجار بالنساء أساسًا إلى أوروبا الشرقية وبلدان الكتلة السوفيتية السابقة. يستخدم المُتاجِرون الإيذاء البدني والعاطفي والجنسي للقسر. إن عضوية اليونان في الاتحاد الأوروبي، إلى جانب الحدود المشتركة مع تركيا، تعني أن البلاد تشهد تدفقات هائلة من المهاجرين غير الشرعيين الراغبين في الالتحاق بعضوية الاتحاد الأوروبي. ويستخدم المتاجرون اليونان ليس فقط وجهةً بل أيضًا محطة عبور وبلد مصدر إذ تتعرض النساء اليونانيات للدعارة حتى في الطريق إلى أوروبا الغربية.
لا تمتثل حكومة اليونان بالكامل للمعايير الدنيا للقضاء على الاتجار. وأحرزت الحكومة تقدمًا واضحًا في مقاضاة جرائم الاتجار بالبشر وتهريب العمالة، وتحديد الضحايا، وتنفيذ اتفاقية لحماية ضحايا الأطفال مع ألبانيا، وتعزيز أنشطة الوقاية. ما تزال هناك مخاوف بشأن تواطؤ الشرطة المرتبط بالاتجار، وعدم كفاية تحديد هوية الضحايا بين خفر السواحل اليوناني، وشرطة الحدود، ونائب الشرطة، فضلًا عن عدم كفاية التمويل المقدم للمنظمات غير الحكومية المكافحة للاتجار. وتفرض الأزمة الاقتصادية في اليونان ضغوطًا على تخصيص التمويل والموارد لجهود مكافحة الاتجار بالبشر.
وضع مكتب مراقبة ومكافحة الاتجار بالأشخاص التابع لوزارة الخارجية الأمريكية البلد في المستوى 2 سنة 2017.

## نظرة عامة على الاتجار بالبشر
يُعرِّف مكتب الأمم المتحدة المعني بالمخدرات والجريمة الاتجار بالبشر بأنه «تجنيد شخص أو نفيه أو نقله أو إيوائه أو استقباله بوسائل مثل التهديد بالقوة أو استخدامها أو غير ذلك من أشكال الإكراه أو الاختطاف أو الاحتيال أو الخداع بغرض الاستغلال». وتتأثر كل بلدان العالم بالاتجار بالبشر، سواء مصدرًا أو وجهة أو بلد عبور، أو مزيج من الثلاثة. وفقًا لمنظمة العمل الدولية، يقدر عدد ضحايا الاتجار بالبشر في أي وقت من الأوقات بنحو 2.4 مليون شخص. تقدر التجارة العالمية بالنساء بما يتراوح بين 7 و12 مليار دولار سنويًا، صرح رئيس منظمة الأمن والتعاون في أوروبا أن الاتجار بالبشر ربما تجاوز الاتجار بالمخدرات بوصفه مشروعًا إجراميًا مربحًا.
سنة 2010، يُقدَّر أن 270 ألف شخص يُتاجر بهم سنويًا في أوروبا، ويُتاجر سنويًا أيضًا بـ 40.000 امرأة وطفل تتراوح أعمارهم بين 12 و25 عامًا إلى اليونان، وعدد أكبر من ذلك يُتاجر بهم عبر اليونان ومنها إلى بقية الاتحاد الأوروبي. ويُتاجر بالرجال الأجانب إلى اليونان لأغراض العمل الجنسي، لكن أعدادهم غير معروفة غالبًا.

## الوجهات

### اليونان وجهةً
وفقًا لتعداد السكان اليوناني سنة 2001، فقد بلغ عدد الأجانب المسجلين في اليونان 797,091، أغلبهم من ألبانيا وبلغاريا ورومانيا وروسيا. قبل عشرة أعوام كان عدد المهاجرين الشرعيين 30 ألف مهاجر فقط. بحلول عام 2009، توسع عدد المهاجرين إلى 2,1 مليون نسمة في بلد لا يتجاوز عدد سكانه 11 مليون نسمة، ويشكل المهاجرون القانونيون أكثر من 10% من سكان اليونان، وعدد المهاجرين غير الشرعيين يزيد من نسبة المهاجرين. تعمل الزيادة الهائلة في الهجرة إلى اليونان غطاءً للمُتاجِرين، وتسهل نقلهم للنساء للعمل في الجنس في اليونان، أيضًا لأن البغاء قانوني في اليونان. بسبب السهولة التي يمكن للمتاجرين بها إخفاء الضحايا الأجانب بين السكان المهاجرين، فإن اليونانيين ليسوا عادةً الضحايا المستهدفين للمتاجرين بالبشر، بدلاً من ذلك، تُجلَب النساء من خارج البلاد لتغذية صناعة الجنس. تُجلب النساء إلى اليونان من عدة بلدان، أكثرهن من أوروبا الشرقية، 50- 55% من العاملين في مجال الجنس في أثينا ينتمون إلى بلدان الكتلة السوفييتية السابقة. اليونان أيضًا بلد مقصد لعدد كبير من الرومانيين المتاجر بهم. ومع أن العديد من المومسات الأجنبيات يمكن إخفاؤهن بسهولة بين المهاجرين في اليونان، فإن العديد من النساء اليونانيات يشتغلن طوعًا في صناعة البغاء. وكانت جميع المومسات تقريبًا في اليونان من الإناث اليونانيات قبل 1992. ولكن بحلول عام 2009، ارتفع عدد البغايا اليونانيات بنسبة كبيرة. وتشير تقارير مختلفة إلى أن العدد ارتفع بنسبة 150% بعد عام 2009 باستيعاب نصف عدد البغايا في اليونان البالغ عددهم 20 ألف.

### بوابة الاتحاد الأوروبي
يُتاجر بعدد كبير من الأشخاص من طريق اليونان في طريقهم إلى ألمانيا أو غيرها من البلدان الغربية. منذ سبعينيات القرن العشرين، بدأ المهاجرون من آسيا وأفريقيا دخول اليونان محطةً مؤقتة في طريقهم إلى بلدان أوروبية غربية أخرى أكثر تطورًا. ومنذ ذلك الوقت، تزايدت الهجرة إلى اليونان، بصورة قانونية وغير قانونية، من أجل الوصول إلى بقية بلدان الاتحاد الأوروبي، واستغل المتاجرون ذلك أيضًا. يوجد طريقان رئيسيان للاتجار بالبشر عبر اليونان للوصول إلى دول الاتحاد الأوروبي. الأول هو طريق البلقان، إذ تُنقل الضحايا عبر البلقان إلى سلوفينيا والمجر وإيطاليا واليونان، ومن هناك إلى بقية الاتحاد الأوروبي. والثاني هو طريق شرق البحر المتوسط، الذي ينقل الضحايا من تركيا عبر اليونان إلى بلغاريا ورومانيا. وتشير بعض التقديرات إلى أن حدود اليونان مع تركيا تشكل نقطة الدخول «الخلفية» لنحو 90% من المهاجرين غير الشرعيين إلى الاتحاد الأوروبي، وهذا الرقم يشمل من يُنقلون نقلًا غير قانوني لأغراض الاستغلال الجنسي.

## الضحايا
يكافح الخبراء للتعرف على ضحايا الاتجار بالبشر لأنهم ينتمون إلى مجموعة واسعة من البلدان والخلفيات ويواجهون أشكالًا مختلفة من الاستغلال والاعتداء الاقتصادي والجنسي. توجد بعض الخصائص التي يشترك فيها العديد من الضحايا في اليونان، ويواجهون تحديات ومخاطر مماثلة حتى بعد إنقاذهم.

### الخصائص
أكثر من 60% من المهاجرين إلى اليونان، الشرعيين وغير الشرعيين، هم من النساء، ويُتاجَر سنويًا بأكثر من عشرين ألف امرأة مهاجرة للعمل في اليونان. ويُتاجَر بنحو 40 ألف امرأة وطفل تتراوح أعمارهم بين 12 و25 عامًا في اليونان كل عام. وأغلبية هؤلاء النساء اليوم من بلدان أوروبا الشرقية والبلقان، مثل أوكرانيا وروسيا ورومانيا وألبانيا ومولدوفا وبلغاريا وبولندا، ولكن يوجد أيضًا عدد لا بأس به من أفريقيا وآسيا. تشير التقديرات إلى أن أكثر من نصف النساء المُتجَر بهن في اليونان هن من روسيا وأوكرانيا. ووفقًا لتقديرات إحدى الدراسات التي أجريت عام 2001 فإن 75% من النساء المتاجر بهن في اليونان يُحضرن إلى البلاد في ظل ادعاءات كاذبة، اعتقادًا منهن بأن فرصة عمل قانوني تنتظرهن في اليونان، يجدن أنفسهن فجأة قد تم بيعهن لمن يمارسون تجارة الجنس ومُهددات بالعنف والترحيل إذا رفضن التعاون، ويشعرن بالخوف الشديد من الإبلاغ عن ذلك. انخفض متوسط عمر عامل الجنس في اليونان، وهو يبلغ حاليًا 12 - 15 عامًا. فالنساء المتاجر بهن يعملن في أي مكان 6 - 12 ساعة يوميًا، ويشاهدن في أي مكان من 40 إلى 110 زبون يوميًا. لكن 70% أو أكثر من مكاسبهم تذهب إلى مالكي بيوت الدعارة أو القوادين من أجل إبقاء النساء في عبودية الدين. ومن المرجح أن تواجه النساء المتاجر بهن إساءة المعاملة البدنية، والتهديدات، والترهيب، وإساءة المعاملة العاطفية، والإدمان على المخدرات والكحول، والإصابات الناجمة عن العنف، والعديد من مشكلات الصحة العقلية نتيجة للصدمة التي يتعرضن لها. وتُعاني نساء ضحايا الاتجار أيضًا في كثير من الأحيان الأمراض المنقولة جنسيًا وغيرها من الأمراض المُعدية. بينت دراسة استقصائية أجريت في أثينا أواخر ثمانينيات القرن العشرين أن 12 من بين 350 بغيًا مسجلة مصابات بفيروس الإيدز، وفي أواخر تسعينيات القرن العشرين، كان 44 من البغايا الأجانب ممن شملتهم الدراسة مصابات بفيروس الإيدز.

### تحديات ما بعد الاتجار
حتى بعد التحرر من الاستغلال، قد يواجه الضحايا أعراضًا تتوافق مع اضطراب ما بعد الصدمة نتيجة الصدمات الجسدية والعاطفية والجنسية التي تعرضوا لها. قد يتعرض الضحايا للوصم والتهميش والتمييز نتيجة لتجاربهم. غالبًا ما يجدون صعوبة في العودة إلى بلدانهم الأصلية، إذ لم يعدن نساءً محترمات، ويجدن صعوبة مماثلة في بدء حياة جديدة في البلد الذي تم الاتجار بهن فيه.
تواجه النساء المحررات من حالات الاتجار خطرًا إضافيًا يتمثل في إمكانية العودة إلى تجارة الجنس، لأنها الحياة الوحيدة التي عرفنها أو لأنهن لا يتمتعن بالحماية الكافية. تُشير التقديرات إلى أن 80٪ من النساء اللائي تم ترحيلهن من اليونان لم يعدن إلى وطنهن أبدًا لأنه من الشائع أن يلحق بهن المُتاجِرون لإجبارهن على العودة إلى اليونان قبل وصولهن إلى وجهتهن.